# Баракатт, Стив
Стив Баракатт (фр. Steve Barakatt; род. 17 мая 1973, Квебек) — квебекский музыкант, композитор, продюсер; Посол доброй воли ЮНИСЕФ в Канаде.

## Биография
Родился 17 мая 1973 года в городе Квебек в Канаде в ливанской семье. Его родители очень любили музыку и с 4 лет для него начались уроки игры на фортепиано. В течение последующих пятнадцати лет он изучал классическую музыку и джаз. С 13 лет играл в качестве приглашённого солиста в Симфоническом оркестре Квебека.
С 16 лет Стив Баракатт начал изучать композицию и аранжировку. Познакомился с новыми технологиями и быстро освоил музыкальное программирование. Престижная японская компания «Roland» предложила ему представить свои новые продукты на выставке NAMM 1992 в Анахайме (Калифорния).
Стив Баракатт приглашался к участию в записях и концертах множеством артистов и ансамблей, в том числе Ансамблем песни и пляски Российской армии и Токийским филармоническим оркестром.
16 июня 2006 года женился на бывшей российской гимнастке, участнице «Цирка дю Солей» Елене Грошевой. Свадьбу сыграли на родине Елены в Ярославле; венчание прошло в Толгском монастыре 3 августа 2008 года у них родилась дочь Виктория.
9 марта 2007 года Стив Баракатт и его жена были назначены послами доброй воли ЮНИСЕФ в Канаде, став первой парой в истории ЮНИСЕФ, совместно получившей это почётное звание.

## Творчество

### Композитор-исполнитель
Баракатт записал свой первый сольный альбом «Double Happiness» в 14 лет. Этот альбом был выпущен в Канаде 11 ноября 1987 года и менее чем через неделю попал в двадцатку самых продаваемых.
Затем записал и выпустил серию альбомов на студиях «PolyGram», «Universal» и «Victor Entertainment». Затем он представляет альбомы «Audace», «Escape», «Steve Barakatt LIVE», «Québec», «Eternity», «A Love Affair et All About Us». Записи распространяются в более чем 15 странах, его музыка звучит по радио и телевидению. Многие из его произведений были выбраны в качестве музыкальных тем для более чем 150 телевизионных шоу, включая Гран-при Монако и Кубок мира ФИФА.
В 2007 году Стив Баракатт выпустил в Лондоне в студии звукозаписи «AIR Studios» Джорджа Мартина свой первый вокальный альбом «Here I Am». Альбом был записан в сотрудничестве с «Foundation Philharmonic Orchestra» из Лондона и несколькими известными музыкантами.
Стив исполнял свою музыку на многих сценах мира и участвовал в более чем 500 событиях регионального, национального и международного уровня.

### Композитор-продюсер
Баракатт выступал в качестве композитора и продюсера для многих артистов Канады, Южной Америки и Азии.
Стив Баракатт открыл в 1995 году в Квебеке молодую певицу Наташу Сен-Пьер и осуществил выпуск её первого альбома. Написанная им композиция «Sans le Savoir» была в пятёрке лучших в хит-парадах на радио Квебека, а клип был на верхней строчке в хит-параде «MusiquePlus».
Автор версии гимна Главной лиги бейсбола. Она исполняется перед домашними матчами команды «Монреаль Экспос» на Олимпийском стадионе в Монреале.
В 1997 году он написал несколько песен для квебекской певицы Джоан Блоуин и для аргентинского певца Гильермо Салданы.
В Гонконге Стив сотрудничал со многими исполнителями. В 1995 году он сочинил композицию «Mou Tian», которую исполняли четыре азиатские звезды — Келли Чен, Джойс Яу, Даниель Чен и Рей Чен. В 1996 году он сочинил дуэт для Леона Лая и Алана Тама. В начале того же года написал песню «Ni Shi Shui» для сольного альбома Леона Лая «Feel Leon».
В 1999 году для популярной певицы Йоко Огином записал песню «We’ll Be Together», которая была использована в качестве музыкальной темы для популярного телешоу «Shitteru Tsumori» на «NTV». В 2000 году он сочинил композицию «Watashi Dake De Ite» для японской звезды Норико Сакаи. В 2001 году его «Nuit d’amour à Paris» была выбрана в качестве музыкальной темы для телевизионной драмы «Kiss Again», шедшей на телевизионной сети «NHK».
В Англии в 2003 году он написал музыкальную серию «Urban Myth Chillers» для роли актёра Омара Шарифа.
В 2006 году Стив сочинил и спродюсировал песню «Here We Are», сыграл её в дуэте с Одри де Монтиньи. Песня попала в первый вокальный альбом Баракатта «Here I Am» и на альбом «Take Me As I Am» певицы.
20 ноября 2009 года Баракатт представил «Колыбельную» — международный гимн ЮНИСЕФ. Для записи этого гимна Баракатт объединил несколько музыкантов, певцов и ансамблей с международной репутацией: Нана Мускури, Анжелика Киджо, Хельмут Лотти, Леон Лай, Агнес Чан, Максим Венгеров, Ричард О’Нил, Мири Бен-Ари, Филармонический оркестр Радио Франции под управлением маэстро Чона Мёна Хуна, «Maîtrise de Radio France» под руководством Софи Женин и Хор филармонического оркестра Праги.

### Симфония «Ad Vitam Aeternam»
В 2003 году Баракатт решил осуществить крупный проект: сочинить симфоническое шоу из 16 частей, соответствующих основным этапам человеческой жизни. После более чем 30 месяцев работы, 30 сентября 2005 года состоялась мировая премьера, посвящённой жене симфонии «Ad Vitam Aeternam» («Вечная жизнь») в Большом театре Квебека под аккомпанемент Симфонического оркестра Квебека. Главная тема сочинения — любовь и то, с каким трепетом её нужно беречь; выражен «путь человека от рождения до смерти, от смерти до вечности».
16 июня 2006 года состоялось исполнение симфонии с Ярославским симфоническим оркестром под руководством Народного артиста России Мурада Аннамамедова — это было первое выступление Стива Баракатта в Европе. В 2007 году «Ad Vitam Aeternam» была представлена в Азии и в нескольких городах Канады. Исполнение этого произведения 18 и 19 июня 2008 года в Большом театре Квебека являлось официальным событием празднования 400-летия Квебека. 16 января 2010 года «Ad Vitam Aeternam» вновь исполнялась в Ярославле — в память о тесте музыканта.

## Дискография
Исполнитель
- Double-Joie (1987)
- Audace/Audacity (1994)
- Escape (1996)
- Steve Barakatt Live (1997)
- Quebec (1998)
- Eternity (1999)
- A Love Affair (2000)
- Rainbow Bridge — The Collection (2000)
- All About Us (2001)
- The Best of Steve Barakatt(2004)
- The Best Inspirations (2005)
- Here I Am (2007)
- Someday, Somewhere (2011)
- Dear Charlotte - Single (2015)
- Dear Charlotte (Piano Solo) - Single (2015)
- Moonlight Dream - Single (2015)
- Symphony of Greatest Hits - Single (2015)

Композитор и продюсер
- Emergence для Natasha St-Pier (1995)
- Mou Tian для Kelly Chen, Daniel Chan, Joyce Yau, Ray Chan (1995)
- En La Aerena для Guillermo Saldana (1995)
- The Song of Stars для Leon Lai & Alan Tam (1996)
- Ni Shi Shui для Leon Lai (1996)
- C’est un promesse для Johanne Blouin (1997)
- Kaze To Kino Uta для Sincere (1998)
- Shitteru Tsumori для Yoko Oginome (1999)
- Watashi Dake Ite для Noriko Sakai (2000)
- Here We Are для Audrey De Montigny (2006)
- Love performed by Audrey de Montigny для Amnesty International’s Make Some Noise (2007)